# Pod Homolkou
Pod Homolkou (též Hradiště u Doudlebec) je pravěké hradiště na území městské části Hradiště v Plzni. Nachází se na úzké šíji meandru obtékaného řekou Úhlavou. Jeho areál je chráněn jako kulturní památka ČR.

## Historie
Hradiště je badatelům známé již od roku 1862. V letech 1911–1912 byl proveden archeologický výzkum, ze kterého se v plzeňském muzeu dochovala sbírka keramických střepů z pozdní doby bronzové a pozdní doby halštatské. V roce 1947 byly v odpadní jámě nalezeny artefakty, které umožnili posunout nejstarší osídlení lokality na přelom starší a střední doby bronzové. Výzkum z roku 2012 doložil osídlení lokality příslušníky nynické skupiny v době bronzové a také v raném středověku během devátého až desátého století.

## Stavební podoba
Opevněná nepravidelně oválná plocha má rozměry 200 × 100 metrů a rozlohu asi 1,55 hektaru. Vnitřní plocha byla poškozena těžbou písku. Z opevnění se s výjimkou jižní strany dochoval val, jehož výška na severovýchodě dosahuje až osm metrů. Na přístupové straně bylo opevnění zesíleno příčným valem a příkopem. V roce 2012 byl proveden řez valem, přičemž byly zjištěny dvě stavební fáze. Mladší hradba využila těleso staršího valu a její čelo bylo zesíleno zdí z nasucho kladených kamenů a palisádou. V tělese valu byly odkryty pozůstatky dřevěné konstrukce se stopami požáru včetně množství žárem natavených kamenů.